# برنت (اسن)
برنت (به فرانسوی: Bernot) یک کمون در فرانسه است که در ان (ا-دو-فرانس) واقع شده‌است. برنت ۱۶٫۵۶ کیلومتر مربع مساحت دارد ۹۰ متر بالاتر از سطح دریا واقع شده‌است.